# Ilhas Marianas

Localização das Is. Marianas no Mar das Filipinas.

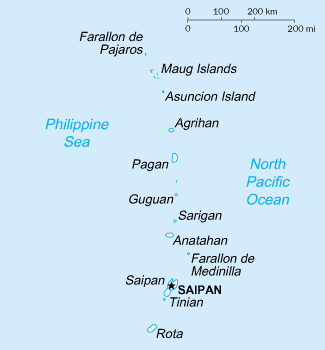
As ilhas do arquipélago das Is. Marianas

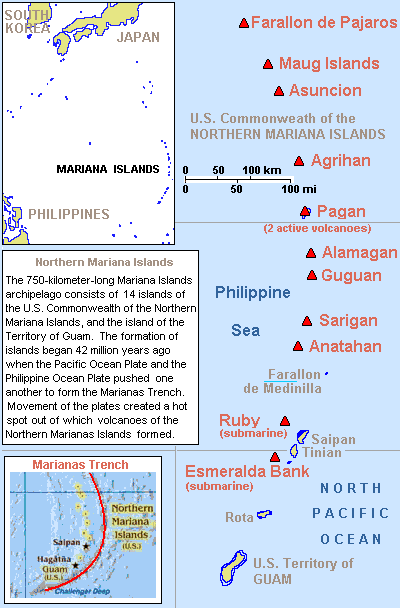
Vulcões nas Ilhas Marianas

As Ilhas Marianas são um exemplo clássico de um arco vulcânico, uma cadeia de montanhas ou ilhas vulcânicas em arco, localizadas em zonas de subducção de placas tectónicas, neste caso, na região do Oceano Pacífico ocidental onde a Placa do Pacífico se encontra com a Placa das Filipinas.
Encontram-se a norte das Ilhas Carolinas, que formam os Estados Federados da Micronésia, a cerca de 2 000 km a norte da Nova Guiné e aproximadamente à mesma distância das Filipinas, a sudoeste, e do Japão, a noroeste.
São 15 ilhas, com uma orientação aproximada norte-sul, das quais a que fica mais ao sul, Guam é um território dos Estados Unidos e as restantes 14 formam o “Estado Livre Associado” (ou Commonwealth) das Marianas Setentrionais, também dependentes dos Estados Unidos.
As ilhas foram descobertas por Fernão de Magalhães em 1521, que as declarou colónia espanhola e as apelidou de "Las Islas de los Ladrones" (Ilhas dos Ladrões), aparentemente porque os nativos não eram amistosos. Em 1668 o nome das ilhas foi mudado para Las Marianas, em homenagem a Mariana da Áustria, viúva do rei Filipe IV de Espanha.
Praticamente toda a população nativa foi exterminada durante o domínio espanhol e, mais tarde, foram repovoadas por nativos doutras ilhas da Micronésia. Pelo Tratado Germano-Espanhol de 1899, depois da Guerra Hispano-Americana, a colónia espanhola foi vendida à Alemanha em 1899, e depois tomada pelos japoneses em 1914, que a tornaram numa zona militar. Durante a Segunda Guerra Mundial, os “Marines” aterraram ali a 15 de Junho de 1944 e ganharam a Batalha de Saipan, que durou 3 semanas.
Depois da derrota do Japão, as ilhas passaram a ser administradas pelos EUA, como parte do Protetorado das Ilhas do Pacífico das Nações Unidas. Na década de 1970, os seus habitantes decidiram-se, não a favor da independência, mas de laços mais fortes com os Estados Unidos e, a 1 de Janeiro de 1978, foi aprovada a constituição do seu estatuto actual.